# All We Know
"All We Know" é uma canção da banda de rock estadunidense Paramore. Foi escrita pela vocalista Hayley Williams e o guitarrista Josh Farro, e foi produzida por James Paul Wisner para o álbum de estreia da banda All We Know Is Falling (2005), e foi lançada como o terceiro e último single do álbum em 16 de dezembro de 2006.
O videoclipe para acompanhar o single, foi dirigido por Dan Dobi, e mostra filmagens durante a turnê americana e apresenta momentos da banda tocando a música ao vivo em vários locais. A canção foi pouco apresentada em seus shows, devido ao baixista Jeremy Davis, declarar que não se sente bem ao tocar a canção ao vivo.

## Antecedentes e composição
A canção foi escrita por Hayley Williams, com produção de James Paul Wisner. A banda gravou a canção na Wisner Productions, St. Cloud em Franklin, durante o ano de 2005. Foi mixado por Mike Green e masterizado por Tom Baker na Precision Mastering em Hollywood, Califórnia. "All We Know" é uma canção de pop punk com uma duração de três minutos e dezesseis segundos. O baixista Jeremy Davis havia deixado a banda antes do processo de gravação do álbum, depois de dois dias da saída do mesmo, a banda começou a escrever "All We Know", então decidiram basear o álbum nisso, na saída do baixista. Sobre o significado da canção, a vocalista Williams disse, durante uma entrevista:
| “ | "Nós éramos cinco no começo e quando nós decidimos que nos mudaríamos para Orlando por alguns meses para escrever e gravar, nós cinco concordamos. E isso foi com o antigo baixista Jeremy. E com umas duas semanas lá, nós estavamos nos preparando para gravar e ele chegou para a gente e falou 'galera eu acabei de comprar uma passagem de avião para casa e eu não ficarei mais na banda.' E nós ficamos tipo 'oh meu Deus!' Isso nos despedaçou". | ” |

## Recepção da crítica
Existem poucos comentários para "All We Know", porém o site Digital Spy fez uma resenha bastante positiva, dizendo: "A música de hard-rock presente, guitarras emotivas tocando, vocais fortes com um som leve, o último terço da canção. Os vocais de Hayley realmente se destacam em "All We Know", sua voz atinge notas altíssimas que "leva um tempo para terminar", Paramore antes de nos levar a um interlúdio muito delicado, rapidamente segue por um retorno de som." A classificação final do single foi de 3 em 5 estrelas.

## Videoclipe
O videoclipe para "All We Know" foi filmado no verão de 2005. Foi o primeiro videoclipe gravado pela banda, porém, só foi liberado quando a canção foi confirmada como terceiro single do álbum, em 2006, por isso é possível ver Jason Bynum e John Hembree, na época, ainda integrantes da banda. Sobre o vídeo, Hayley Williams disse: "Yeah, nós acabamos de filmar alguma coisa para a música 'All We Know'. É como um material ao vivo e nós no local de ensaio e é um vídeo muito legal. E aparentemente John Janick, o presidente [da Fueled By Ramen] mandou para a Fused. Então com sorte eles vão começar a tocar então nós veremos o que vai acontecer". O videoclipe mostra o grupo tocando em uma pequena sala escura, se apresentando e interagindo com os fãs durante um show. O vídeo foi editado por Dan Dobi, durante um show da banda.